# ネスター・コーテズ
- ネストル・コルテス

ネスター・コーテズ・ジュニア（Néstor Cortés Jr.、1994年12月10日 - ）は、キューバ生まれ、アメリカ合衆国フロリダ州マイアミ都市圏育ちのプロ野球選手（投手）。左投右打。MLBのミルウォーキー・ブルワーズ所属。愛称は"ナスティー・ネストル"（"Nasty Nestor"）、 "ハイアリア・キッド"（"Hialeah Kid"）。

## 経歴

### プロ入り前
キューバのマヤベケ州スルヒデロ・デ・バタバノで生まれた。父親がアメリカ合衆国の移民多様化ビザに当選し、コルテスが生後7か月の時に一家はフロリダ州に移住した。高校はハイアリアにあるハイアリア高等学校に進学した。

### プロ入りとヤンキース傘下時代
2013年のMLBドラフト36巡目（全体1094位）でニューヨーク・ヤンキースに指名され、6月12日に契約した。同年7月20日にMiLBのルーキー級ガルフ・コーストリーグ・ヤンキース1でプロデビュー。このシーズンは同チームで先発3試合・救援7試合、18.1イニングを投げて、0勝1敗1セーブ、防御率4.42を記録した。
2014年はルーキー級ガルフ・コーストリーグ・ヤンキース2に所属し、11試合（先発2試合、31.2イニング）に登板して、1勝2敗、防御率2.27を記録した。
2015年はアパラチアンリーグのルーキー級プラスキ・ヤンキースに昇格し、12試合（先発10試合、63.2イニング）に登板して、6勝3敗、防御率2.26を記録した。
2016年はA級チャールストン・リバードッグスに昇格し、開幕を迎えた。6月26日にAA級トレントン・サンダーに昇格し、同日に登板、翌日にA級チャールストンへ降格した。7月22日にA+級タンパ・ヤンキースに昇格した。8月30日にAAA級スクラントン・ウィルクスバリ・レイルライダースに昇格し、同日登板、翌日にA+級タンパに降格した。このシーズンは4チーム合計で21試合（先発12試合、106.0イニング）に登板して、11勝4敗、防御率1.53を記録した。オフはアリゾナ・フォールリーグのスコッツデール・スコーピオンズに所属し、6試合にリリーフ登板した。
2017年はA+級タンパで開幕を迎え、4月11日にAA級トレントンに昇格。6月26日にAAA級スクラントン・ウィルクスバリに昇格。以後はAA級トレントンとAAA級スクラントン・ウィルクスバリを行ったり来たりするような状態となり、最終的にはAAA級スクラントン・ウィルクスバリでシーズンを終えた。このシーズンは3球団合計で30試合（先発13試合、104.2イニング）に登板し、7勝4敗、防御率2.06を記録した。オフはドミニカのウインターリーグ（LIDOM）のエストレージャス・オリエンタレスに所属し、4試合に先発登板した。

### オリオールズ時代
2017年12月14日、ルール・ファイブ・ドラフトでボルチモア・オリオールズから指名され、移籍した。
2018年はリリーフ投手として開幕をメジャーで迎え、3月31日に行われたミネソタ・ツインズ戦でリリーフ登板し、メジャーデビュー。この試合では2.0イニングを投げて1失点し勝ち負けはつかなかった。4月9日のトロント・ブルージェイズ戦でジョシュ・ドナルドソンから満塁本塁打を被弾。翌日にDFAとなった。オリオールズ時代の成績は4試合（全てリリーフ、4.2イニング）に登板して、0勝0敗、防御率7.71を記録。

### ヤンキース復帰
2018年4月13日にルール・ファイブ・ドラフトの規約に基づきヤンキースに復帰した。移籍直後はAA級トレントンに配属され1登板したのち、4月20日にAAA級スクラントン・ウィルクスバリへ昇格。以後シーズン終了まで同チームに所属した。このシーズンのマイナーでの成績は、2チーム合計で24試合（先発18試合、115.0イニング）に登板して、6勝6敗、防御率3.68を記録した。オフは前年同様LIDOMのエストレージャスに所属し、8試合に先発した。
2019年のスプリングトレーニングに招待選手としてメジャーリーグキャンプに合流した。開幕はAAA級スクラントン・ウィルクスバリで迎えた。5月9日にメジャー昇格し、5月11日のタンパベイ・レイズ戦でヤンキースの選手としてデビュー。主にオープナーの後のロングリリーフとして起用され、33試合登板（先発1試合）で5勝1敗、防御率5.67、WHIP1.55を記録した。オフの11月20日にDFAとなった。

### マリナーズ時代
2019年11月25日にインターナショナル・ボーナス・プール（海外選手契約金枠）とのトレードで、シアトル・マリナーズへ移籍した。
2020年は5試合の登板にとどまり、10月22日に自由契約となった。

### ヤンキース復帰
2021年1月5日にヤンキースとマイナー契約を結んだ。5月30日にメジャー契約を結んでアクティブ・ロースター入りした。
2022年は開幕から先発で好投を続け、7月11日に自身初となるオールスターゲームに選出された。
オフの11月16日に全米野球記者協会（BBWAA）によって行われたサイ・ヤング賞投票では、5位票が3の計3ポイントで8位となった。
2023年はシーズン開幕前の2月10日に第5回ワールド・ベースボール・クラシック（WBC）のアメリカ合衆国代表に選出された。しかし、2月14日にグレード2の右ハムストリングの肉離れが発覚したため辞退した。

### ブルワーズ時代
2024年オフの12月13日にデビン・ウィリアムズとのトレードでケイレブ・ダービンおよび金銭とともにミルウォーキー・ブルワーズに移籍した。この際、ヤンキース側からはX上に英語で「ありがとう、ナスティー・ネストル」と感謝の投稿がなされた。

## 選手としての特徴
| 球種           | 割合 | 平均球速 | 平均球速 | 最高球速 | 最高球速 |
| 球種           | %    | mph      | km/h     | mph      | km/h     |
| フォーシーム   | 42.8 | 90.7     | 146      | 94.3     | 151.8    |
| カッター       | 23.6 | 85.4     | 137.4    | 88.8     | 142.9    |
| スライダー     | 20.1 | 77.4     | 124.6    | 81.4     | 131      |
| チェンジアップ | 09.7 | 83       | 133.6    | 87.1     | 140.2    |
| シンカー       | 03.9 | 90.3     | 145.3    | 93.7     | 150.8    |

最速94.3mph（約151.8km/h）のフォーシームとカッター、スライダーで組み立てる。10%ほどの割合でチェンジアップも投じる。
投球毎にクイックで投げたり、大きく右足を上げ、打者のタイミングをずらしたり、スリークォーターやサイドから投球するなど変則投法の投手として知られる。

## 詳細情報

### 年度別投手成績
| 年 度    | 球 団    | 登 板 | 先 発 | 完 投 | 完 封 | 無 四 球 | 勝 利 | 敗 戦 | セ 丨 ブ | ホ 丨 ル ド | 勝 率 | 打 者 | 投 球 回 | 被 安 打 | 被 本 塁 打 | 与 四 球 | 敬 遠 | 与 死 球 | 奪 三 振 | 暴 投 | ボ 丨 ク | 失 点 | 自 責 点 | 防 御 率 | W H I P |
| -------- | -------- | ----- | ----- | ----- | ----- | -------- | ----- | ----- | -------- | ----------- | ----- | ----- | -------- | -------- | ----------- | -------- | ----- | -------- | -------- | ----- | -------- | ----- | -------- | -------- | ------- |
| 2018     | BAL      | 4     | 0     | 0     | 0     | 0        | 0     | 0     | 0        | 0           | ----  | 26    | 4.2      | 10       | 2           | 4        | 0     | 0        | 3        | 0     | 0        | 4     | 4        | 7.71     | 3.00    |
| 2019     | NYY      | 33    | 1     | 0     | 0     | 0        | 5     | 1     | 0        | 2           | .833  | 298   | 66.2     | 75       | 16          | 28       | 1     | 1        | 69       | 1     | 0        | 44    | 42       | 5.67     | 1.55    |
| 2020     | SEA      | 5     | 1     | 0     | 0     | 0        | 0     | 1     | 0        | 0           | .000  | 44    | 7.2      | 12       | 6           | 6        | 0     | 2        | 8        | 0     | 0        | 14    | 13       | 15.26    | 2.35    |
| 2021     | NYY      | 22    | 14    | 0     | 0     | 0        | 2     | 3     | 0        | 0           | .400  | 374   | 93.0     | 75       | 14          | 25       | 0     | 2        | 103      | 2     | 1        | 32    | 30       | 2.90     | 1.08    |
| 2022     | NYY      | 28    | 28    | 1     | 1     | 0        | 12    | 4     | 0        | 0           | .750  | 615   | 158.1    | 108      | 16          | 38       | 0     | 2        | 163      | 1     | 0        | 44    | 43       | 2.44     | 0.92    |
| 2023     | NYY      | 12    | 12    | 0     | 0     | 0        | 5     | 2     | 0        | 0           | .714  | 266   | 63.1     | 59       | 11          | 20       | 0     | 3        | 67       | 0     | 0        | 36    | 35       | 4.97     | 1.25    |
| 2024     | NYY      | 31    | 30    | 0     | 0     | 0        | 9     | 10    | 0        | 0           | .474  | 710   | 174.1    | 162      | 24          | 39       | 0     | 4        | 162      | 2     | 1        | 74    | 73       | 3.77     | 1.15    |
| MLB：7年 | MLB：7年 | 135   | 86    | 1     | 1     | 0        | 33    | 21    | 0        | 2           | .611  | 2333  | 568.0    | 501      | 89          | 160      | 1     | 14       | 575      | 6     | 2        | 248   | 240      | 3.80     | 1.16    |

- 2024年度シーズン終了時
- 各年度の太字はリーグ最高

### MLBポストシーズン投手成績
| 年 度     | 球 団     | シ リ ｜ ズ | 登 板 | 先 発 | 勝 利 | 敗 戦 | セ ｜ ブ | 打 者 | 投 球 回 | 被 安 打 | 被 本 塁 打 | 与 四 球 | 敬 遠 | 与 死 球 | 奪 三 振 | 暴 投 | ボ ｜ ク | 失 点 | 自 責 点 | 防 御 率 |
| --------- | --------- | ----------- | ----- | ----- | ----- | ----- | -------- | ----- | -------- | -------- | ----------- | -------- | ----- | -------- | -------- | ----- | -------- | ----- | -------- | -------- |
| 2022      | NYY       | ALDS        | 2     | 2     | 1     | 0     | 0        | 42    | 10.0     | 9        | 1           | 4        | 0     | 0        | 5        | 0     | 0        | 3     | 3        | 2.70     |
| 2022      | NYY       | ALCS        | 1     | 1     | 0     | 0     | 0        | 11    | 2.0      | 2        | 1           | 3        | 0     | 0        | 2        | 0     | 0        | 3     | 3        | 13.50    |
| 2024      | NYY       | WS          | 2     | 0     | 0     | 0     | 0        | 8     | 2.0      | 1        | 1           | 1        | 1     | 0        | 1        | 0     | 0        | 2     | 2        | 9.00     |
| 出場：2回 | 出場：2回 | 出場：2回   | 5     | 3     | 1     | 0     | 0        | 61    | 14.0     | 12       | 3           | 8        | 1     | 0        | 8        | 0     | 0        | 8     | 8        | 5.14     |

- 2024年度シーズン終了時

### 年度別打撃成績
| 年 度    | 球 団    | 試 合 | 打 席 | 打 数 | 得 点 | 安 打 | 二 塁 打 | 三 塁 打 | 本 塁 打 | 塁 打 | 打 点 | 盗 塁 | 盗 塁 死 | 犠 打 | 犠 飛 | 四 球 | 敬 遠 | 死 球 | 三 振 | 併 殺 打 | 打 率 | 出 塁 率 | 長 打 率 | O P S |
| -------- | -------- | ----- | ----- | ----- | ----- | ----- | -------- | -------- | -------- | ----- | ----- | ----- | -------- | ----- | ----- | ----- | ----- | ----- | ----- | -------- | ----- | -------- | -------- | ----- |
| 2019     | NYY      | 33    | 0     | 0     | 0     | 0     | 0        | 0        | 0        | 0     | 0     | 0     | 0        | 0     | 0     | 0     | 0     | 0     | 0     | 0        | .000  | .000     | .000     | .000  |
| 2021     | NYY      | 23    | 1     | 1     | 0     | 0     | 0        | 0        | 0        | 0     | 0     | 0     | 0        | 0     | 0     | 0     | 0     | 0     | 0     | 0        | .000  | .000     | .000     | .000  |
| MLB：2年 | MLB：2年 | 56    | 1     | 1     | 0     | 0     | 0        | 0        | 0        | 0     | 0     | 0     | 0        | 0     | 0     | 0     | 0     | 0     | 0     | 0        | .000  | .000     | .000     | .000  |

- 2024年度シーズン終了時

### 年度別守備成績
| 年 度 | 球 団 | 投手（P） | 投手（P） | 投手（P） | 投手（P） | 投手（P） | 投手（P） |
| 年 度 | 球 団 | 試 合     | 刺 殺     | 補 殺     | 失 策     | 併 殺     | 守 備 率  |
| ----- | ----- | --------- | --------- | --------- | --------- | --------- | --------- |
| 2018  | BAL   | 4         | 0         | 1         | 0         | 1         | 1.000     |
| 2019  | NYY   | 33        | 1         | 5         | 1         | 2         | .857      |
| 2020  | SEA   | 5         | 0         | 0         | 0         | 0         | ----      |
| 2021  | NYY   | 22        | 3         | 4         | 0         | 1         | 1.000     |
| 2022  | NYY   | 28        | 5         | 8         | 1         | 0         | .929      |
| 2023  | NYY   | 12        | 5         | 5         | 0         | 0         | 1.000     |
| 2024  | NYY   | 31        | 5         | 10        | 0         | 1         | 1.000     |
| MLB   | MLB   | 135       | 19        | 33        | 2         | 5         | .963      |

- 2024年度シーズン終了時
- 各年度の太字はリーグ最高

### 記録
- MLBオールスターゲーム選出：1回（2022年）

### 背番号
- 51（2018年）
- 67（2019年）
- 30（2020年）
- 65（2021年 - ）